# Waltraud Kretzschmar

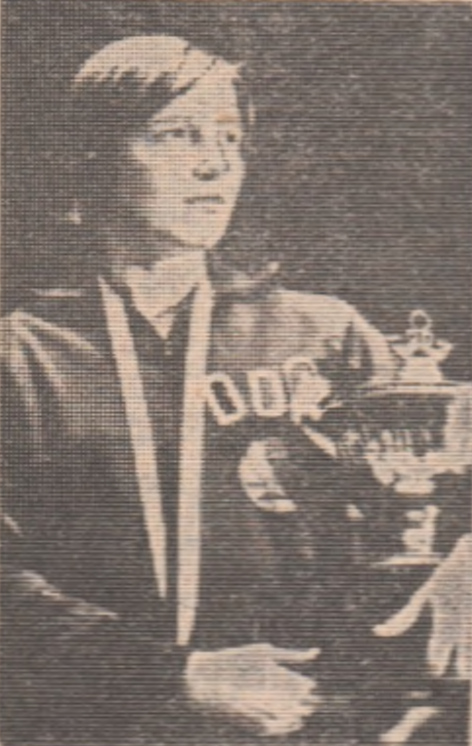
Waltraud Kretzschmar (1978)

Waltraud Kretzschmar, geb. Hermann, verh. Czelake (* 1. Februar 1948 in Lehnin; † 7. Februar 2018) war eine deutsche Handballspielerin. In den 1970er Jahren galt sie als beste und erfolgreichste Handballspielerin der Welt.

## Leben
Die Tochter eines Gärtners ging in Damsdorf (damals im Landkreis Zauch-Belzig, Brandenburg) zur Schule und begann bei der dortigen BSG Traktor Damsdorf mit dem Handballsport. 1964 ging sie zum SC Leipzig, wo sie bis 1980 spielte. Bis 1971 trat sie unter dem Namen Czelake an, bevor sie in diesem Jahr ihren damaligen Trainer Peter Kretzschmar, den Feldhandballweltmeister von 1963, heiratete. Aus der Ehe gingen zwei Kinder hervor, der ehemalige Handballspieler Stefan Kretzschmar und eine Tochter. Nach einer Lehre zur Bankkauffrau arbeitete sie in diesem Beruf und absolvierte zusätzlich von 1972 bis 1980 ein Fernstudium an der DHfK in Leipzig zum Trainer. Nach der Beendung des Leistungssports war sie zunächst als Mitarbeiterin im Bezirksvorstand Leipzig des DTSB tätig und ab 1980 Trainerin bei der Sportvereinigung Dynamo im Trainingszentrum in Berlin-Lichtenberg. Nach der Wende schulte sie zur Hotelfachfrau um. Von 1994 bis Ende 2002 bewirtschaftete sie gemeinsam mit ihrem Mann Peter das Casino im Berliner BVG-Stadion.
Mit der DDR-Nationalmannschaft, für die sie in 15 Jahren in 217 Länderspielen insgesamt 727 Tore erzielte, gewann sie bei den Olympischen Spielen 1976 in Montreal die Silber- und bei den Olympischen Spielen 1980 in Moskau die Bronzemedaille. Bei Weltmeisterschaften errang sie mit ihrer Mannschaft drei Mal (1971, 1975 und 1978), den Titel. Mit ihrem Verein SC Leipzig wurde sie 10-mal DDR-Meister, gewann 1966 und 1974 den Europapokal der Landesmeister und stand 1967, 1970, 1972 und 1977 im Pokalfinale sowie 1978 im Finale des Europapokals der Pokalsieger.
Sie wurde 1976 und 1979 mit dem Vaterländischen Verdienstorden in Bronze sowie 1980 in Silber ausgezeichnet.
Waltraud Kretzschmar wohnte zuletzt mit ihrem Mann in Schöneiche bei Berlin. Sie starb im Februar 2018, wenige Tage nach ihrem 70. Geburtstag.